# Хабалов, Олег Тимофеевич
Оле́г Тимофе́евич (Алекса́ндр Татарка́нович) Хаба́лов (21 апреля 1933 — 11 мая 2013) — актёр и режиссёр цыганского театра «Ромэн». Заслуженный артист Российской Федерации (1994).

## Биография
В 1958 году окончил Северо-Осетинскую студию Высшего театрального училища имени Б. В. Щукина.
Выпускник режиссёрского факультета ГИТИСа.
Работал актёром и режиссёром цыганского театра «Ромэн», снимался в кино.
Похоронен на Ваганьковском кладбище рядом с женой.

## Творчество
Автор нескольких пьес:
- Цыган и в Африке — цыган
- Евграф Монтекристо
- Алан и Алана
- Футболист и Цыганка
- Король Бубновый
- Черный Снег
- Кузнец и Ласточка

### Театральный режиссёр
- Мужчины в воскресенье
- У дороги
- Чары
- Возвращение
- Разговор в казённом доме
- Криминальный талант
- Табор без гитары
- Цыган и в африке - цыган
- Отель Табор*****
- Любовь под шатрами
- Король Бубновый

### Роли в театре
- «Цыган» — Будулай; Председатель
- «Кармен из Трианы» — Хосе; Гарсия
- «Мужчины в воскресенье» — Шарли
- «У дороги» — Сапо
- «Вожак» — Хим Баша; Ужво
- «Разговор в казенном доме» — Чониашвили; Дежурный
- «Возвращение» — Василий Иванович; Семён
- «Кровь земли» — Ларионов
- «Мужчины в воскресенье» — Бруно, Шарли, Большой Жюль, Фредерик
- «Цвет вишни» — Монти
- «Цыган и в африке - цыган» — Атаман Арсений
- «Отель Табор*****» — Бедный Рафаэль

### Роли в кинематографе
- 1963 — Есть и такой остров — Кямран
- 1963 — Конец и начало  — эпизод
- 1965 — Чернушка (киноальманах) — Юсиф
- 1966 — Жизнь хорошая штука, брат! — Исмаил
- 1966 — Ноктюрн / Noktirne
- 1966 — Почему ты молчишь? — Наджаф
- 1967 — Возмездие — офицер
- 1970—1971 — Звезды не гаснут — Чотай
- 1970—1972 — Руины стреляют… — осетин
- 1971 — Веришь, не веришь — Байрам
- 1971 — Красный дипломат. Страницы жизни Леонида Красина — Камо
- 1972 — Руслан и Людмила — печенежский хан
- 1972 — Земля, до востребования — Хаджи Мамсуров
- 1975 — От зари до зари — Вартанов
- 1976 — Табор уходит в небо — конокрад
- 1977 — Чёрная берёза — Павел
- 1978 — Гадание на ромашке (киноальманах) / Karikakramäng — цыган
- 1978 — Емельян Пугачёв
- 1979 — Цыган — Усатый
- 1981 — Пишите письма — председатель колхоза
- 1982 — Магистраль — Наджаф (в титрах не указан)
- 1984 — Каждый десятый — цыган
- 1984 — Медный ангел — Казарес, прокурор
- 1984 — Очень важная персона — итальянский мафиозо
- 1985 — Возвращение Будулая — Усатый
- 1985 — Корабль пришельцев
- 1986 — Ягуар — врач
- 1987 — Визит к Минотавру — Николай Григорьевич Дзасохов (Кисляев), работник типографии
- 1992 — Господа артисты / Панове артисти (Украина, Россия) — цыган Яша
- 1993 — Роль — «Саддам Хуссейн»
- 1995 — Бульварный роман
- 1996 — Линия жизни / Line of Life / Ligne de vie (Франция, Россия) — боец банды «Папы»
- 1997 — На заре туманной юности — Бойдыка
- 1999 — Опять надо жить — цыганский барон
- 2003 — Покаянная любовь — старый цыган
- 2005 — Две судьбы-3. Золотая клетка — цыган

## Награды и признание
- Заслуженный артист Российской Федерации (6 июля 1994 года) — за заслуги в области искусства[2]
- Народный артист Республики Северная Осетия
- медаль «Во славу Осетии» (2013)
- орден «Во славу России» (Московская городская дума, 2013)[3].
- Заслуженный деятель искусств Республики Южная Осетия (22 апреля 2013 года) — за большие заслуги в области театрального искусства и кино, активную общественно-политическую деятельность и в связи с 80-летием со дня рождения[4].